# فرصة رقص (فلم هندي)
Chance Pe Dance (الهندية: चांस पे डांस، فرصة الرقص) هو فيلم الرقص بوليوود دراما بطولة شاهيد كابور وجينيليا ديسوزا. وهو فيلم من إخراج كين غوش والتي تنتجها روني سكريوفالا تحت لوائه، صدر الفيلم يوم 15 يناير عام 2010 وفشلت في جعل علامة في شباك التذاكر. كان عنوان عمل الفيلم ياهو ولقب آخر، ستار، واعتبر أيضا. كما تم تصوير الفيلم في منتصف الطريق من خلال مع جيا خان البطلة، ولكن تم استبداله في وقت لاحق به جينيليا ديسوزا.

## وصلات خارجية
- مقالات تستعمل روابط فنية بلا صلة مع ويكي بيانات